# Вегера Геннадій Петрович
Генна́дій Петро́вич Веге́ра (нар. 19 травня 1980 — 10 січня 2018) — солдат Збройних сил України, учасник російсько-української війни.

## Життєпис
Народився 1980 року у селі Курилівка (Волочиський район, Хмельницька область). Закінчив СПТУ № 21 в Полтаві, здобув фах електрогазозварювальника. Протягом 1998—2000 років служив у 3-му полку СпП (Старий Крим). В 2001—2006 роках працював у спецпідрозділі воєнізованої охорони. По тому — у товаристві «Аграрна компанія 2004».
На фронт пішов добровольцем — не брали в армію через стан здоров'я; тоді Геннадій травнем 2014 року приєднався до 34-го батальйону територіальної оборони. Солдат, старший стрілець 3-го відділення, 1-й взвод 3-ї мотопіхотної роти. Воював поблизу Горлівки. У березні 2015-го відряджений до 128-ї бригади в Краматорськ — охороняв штаб. На Луганщині зазнав важкого поранення ніг, після лікування проходив службу у підрозділі охорони — здійснював супровід військових медиків. З осені-2016 знову перебував на передовій, у травні 2017 повернувся до 34-го батальйону, поблизу Донецького аеропорту.
10 січня 2018 року загинув під час виконання бойового завдання — від мінно-вибухової травми внаслідок підриву БРДМ-2 на невстановленому вибуховому пристрої поблизу Пісків (Ясинуватський район); тоді техніка долала річку. Підрив був настільки потужним, що БРДМ перевернулась, а її частини розкидало на відстань більш як 200 метрів. Тоді ж загинув солдат Віктор Сухін.
Похований у селі Курилівка.
Без Геннадія лишились мама, брат, сестра та дружина — з двома доньками від попереднього шлюбу і їх спільна донька (2018 року пішла у 1-й клас).

## Нагороди та вшанування
- Указом Президента України № 98/2018 від 6 квітня 2018 року за «особисту мужність і самовідданість, виявлені під час бойових дій, зразкове виконання військового обов'язку» нагороджений орденом «За мужність» III ступеня (посмертно)[2].

- Указом Президента України № 804/2019 від 5 листопада 2019 року за «особисту мужність і самовідданість, виявлені під час бойових дій, зразкове виконання військового обов'язку» нагороджений орденом «За мужність» II ступеня (посмертно)[3].

- 18 травня 2018 року у селі Курилівка біля сільського будинку культури відкрито меморіальну дошку[4][5].

- Вшановується в меморіальному комплексі «Зала пам'яті», в щоденному ранковому церемоніалі 10 січня[6][7].